# جيفيتينيب
جيفيتينيب(Gefitinib )، الذي يُباع تحت الإسم التجاري إيريسا(Iressa )، هو دواء يستخدم لعلاج سرطان الرئة ذو الخلايا غير الصغيرة (NSCLC).  على وجه التحديد للحالات التي لديها طفرات معينة في مستقبل عامل نمو البشرة . و يؤخذ عن طريق الفم. 
تشمل الآثار الجانبية الشائعة لهذا الدواء على؛ الطفح الجلدي و الإسهال و الغثيان و الحمى و التهاب الفم و مشاكل في العين ومشاكل الكبد ومشاكل الكلى.  قد تشمل الآثار الجانبية الأخرى على مرض الرئة الخلالي والعقم أيضا.  أما استخدامه في فترة الحمل فقد يضر الجنين.  و هو مثبط التيروزين كيناز ومثبط EGFR. 
تمت الموافقة عليه للاستخدام الطبي في الولايات المتحدة في عام 2003 و أوروبا في 2009.   و هو مدرج في قائمة منظمة الصحة العالمية للأدوية الأساسية كبديل للإرلوتينيب .  و هو متوفر كأدوية مكافئة.  في المملكة المتحدة، يكلف الشهر الواحد هيئة الخدمات الصحية الوطنية حوالي 2200 جنيه إسترليني اعتبارًا من عام 2021.  ويكلف هذا القدر في الولايات المتحدة حوالي 8100 دولار أمريكي. 